# Nomada ednae
Nomada ednae là một loài Hymenoptera trong họ Apidae. Loài này được Cockerell mô tả khoa học năm 1907.